# Ulug Dépé
Ulug Dépé (Ulug depe, la « grande colline que l'on peut voir de loin », en turkmène) est un site archéologique de l'âge du bronze, situé sur les contreforts du massif montagneux du Kopet Dag, dans le désert du Karakoum, district de Kaka (Kaahka), dans la province d'Ahal, au sud-est du Turkménistan. Il couvre environ 13 hectares et repose sur un monticule à une hauteur d'environ 30 mètres, affichant la plus longue séquence stratigraphique d'Asie centrale du Néolithique tardif, qui s'étend de la culture Jeitun à la période pré-achéménide,,.

## Histoire

### Site archéologique
Ulug Dépé est situé près de Dushak. Au début de l'âge du bronze, Ulug Dépé était une ville agricole prospère située dans une zone fertile, sur les contreforts nord des montagnes du Kopet Dag. Il est découvert par Alexander Marushenko en 1930. À la fin des années 1960, l'archéologue soviétique Victor Sarianidi a documenté l'importance d'Ulug Dépé, montrant l'occupation du site de la période néolithique (6e millénaire av. J.-C.) à la période achéménide (1er millénaire av. J.-C.).
Le tableau ci-dessous présente la chronologie d'Olivier Lecomte pour l'Asie centrale du Sud et le peuplement d'Ulug Dépé :
| Periodes                                  | Datation                    |
| ----------------------------------------- | --------------------------- |
| Néolithique de type Jeitun                | 6200 – 5000 avant notre ère |
| Proto-Chalcolithique (Anau Ia)            | 5200 – 4800 avant notre ère |
| Chalcolithique précoce (Namazga I)        | 4800 – 4000 avant notre ère |
| Chalcolithique moyen (Namazga II)         | 4000 – 3500 avant notre ère |
| Chalcolithique tardif (Namazga III)       | 3500 – 3000 avant notre ère |
| Bronze ancien (Namazga IV)                | 3000 – 2500 avant notre ère |
| Bronze moyen (Namazga V)                  | 2500 – 2200 avant notre ère |
| Bronze tardif (Namazga VI)                | 2200 – 1500 avant notre ère |
| Bronze tardif (Margiane, phase Gonur)     | 2200 – 1800 avant notre ère |
| Bronze tardif (Margiane, phase Togolok)   | 1800 – 1500 avant notre ère |
| Fer primitif (Yaz I)                      | 1500 – 1100 avant notre ère |
| Dehistan archaïque                        | 1300 – 500 avant notre ère  |
| Pré-achéménide et achéménide (Yaz II-III) | 1100 – 329 avant notre ère  |

### Recherches
Le site a fait l'objet, depuis 2001, de recherches approfondies par le Centre français de recherches archéologiques Indus-Balochistan, Asie centrale et orientale, en collaboration avec le Département national de la conservation, de la recherche et de la restauration des monuments historiques et culturels du Turkménistan, dirigé par Olivier Lecomte et actuellement par Julio Bendezu-Sarmiento. Des archéologues d'autres pays, dont des experts de la conservation historico-culturelle de l'État d'Abiverd et des étudiants de l'Université de Paris, ont participé aux fouilles. Le Laboratoire de recherches archéologiques et le Musée national Guimet, financés par le ministère français des Affaires étrangères en 2007, ont également participé au travail de terrain. Compte tenu de son emplacement, l'Asie centrale est considérée comme un centre important, en termes de documentation, de l'interaction entre la civilisation élamite, la Mésopotamie et la civilisation de l'Indus.

### Découvertes
L'une des découvertes les plus importantes est un château fortifié en briques crues avec des murs de contreforts, qui domine la partie inférieure de la ville antique, datant de la période achéménide inférieure,. La fonction exacte de cette citadelle n'est pas connue. On suppose qu'elle a été une résidence importante puisqu'il y aurait eu un étage qui s'est effondré. En plus de sa fonction défensive et résidentielle, il apparaît que certaines pièces avaient une fonction de stockage. Une étude a été lancée en 2004 pour découvrir les vestiges de la colonie de ce site, qui a produit des figurines et autres objets en argile. Les archéologues ont découvert un certain nombre d'ornements géométriques et de figures de pierre, ainsi que des représentations de la déesse de la fertilité. Ils ont également découvert des pépins de raisin qui révèlent un peuplement ancien d'agriculteurs vivant au pied des montagnes de Kopet, notamment dans des sites comme Kara Dépé, Namazga Dépé, Altyn Dépé et Ýyla Dépé. Les artefacts découverts à Ulug Dépé sont exposés au musée Ak Bugday, à Achgabat.
Les fouilles des couches du bronze tardif ont également révélé une « installation de pressage » pour la confection de la boisson indo-iranienne appelée soma (सोम) en sanskrit et haoma en avestique. Ce dispositif, similaire à ceux trouvés à Gonur Dépé, « ... consistait en un énorme mortier de pierre et un pilon, une pierre de pression avec une saillie hémisphérique en son centre et, à côté, une pierre similaire avec une cupule également hémisphérique ».
Gonur Dépé semble être la ville centrale de l'ancienne civilisation de l'Oxus, également connue sous le nom de complexe archéologique Bactriane-Margiane, datant d'environ 2000 avant notre ère.
Les recherches menées par l'équipe française en 2007 ont révélé plusieurs étapes principales de la colonisation d'Ulug Dépé. D'autres tessons ont été trouvés, notamment de vases des périodes chronologiques Namazga III et Namazga IV.

### Le site archéologique aujourd'hui
Le site est intégré à l’un des huit Parcs Archéologiques du pays, celui d’Abiwerd. Depuis 2004, les objectifs sont de protéger les vestiges des intempéries et de l’érosion et d'améliorer leur lisibilité. Le but recherché est de rétablir le plan de la citadelle tel qu’il a été trouvé, c'est-à-dire en rétablissant les limites d’avant l’érosion. De ce fait, le site est en cours de « restauration » et non de « conservation ». Par exemple, les ouvriers moulent des briques de 60 cm sur 30 cm en utilisant les mêmes techniques que lors de l'Antiquité afin de consolider les murs. L'Etat turkmène souhaite ouvrir le site aux touristes le plus vite possible. 